# 61st Street-Woodside
61st Street-Woodside is een station van de Metro van New York aan Flushing Line.
Het station bevindt zich op 61st Street. Het is gelegen in de wijk Woodside Queens. Het is geopend op 21 april 1917 en het eerstvolgende station in westelijke richting is 52nd Street. In oostelijke richting is dat 69th Street. Het bestaat uit twee eilandperrons voor 3 sporen. Het middelste spoor kan in beide richtingen worden gebruikt voor piekuurdiensten. 
Het station bevindt zich op een viaduct en is vanaf 61 Street en Roosevelt Avenue bereikbaar met lange trappen en twee liften 
Metrolijn 7 doet het station te allen tijde aan. Piekuurdiensten zijn er tot 21:30.
Van west naar oost:
34th Street-Hudson Yards · 
Times Square-42nd Street · 
42nd Street / Fifth Avenue-Bryant Park · 
Grand Central-42nd Street · 
Vernon Boulevard-Jackson Avenue · 
Hunters Point Avenue · 
45th Road-Court House Square · 
Queensboro Plaza · 
33rd Street-Rawson Street · 
40th Street-Lowery Street · 
46th Street-Bliss Street · 
52nd Street-Lincoln Avenue · 
61st Street-Woodside · 
69th Street · 
Roosevelt Avenue / 74th Street · 
82nd Street-Jackson Heights · 
90th Street-Elmhurst Avenue · 
Junction Boulevard · 
103rd Street-Corona Plaza · 
111th Street · 
Mets-Willets Point · 
Flushing-Main Street